# タデウシュ・マゾヴィエツキ
タデウシュ・マゾヴィエツキ（ポーランド語: Tadeusz Mazowiecki [taˈdɛ.uʂ mazɔˈvjɛtskʲi] ( 音声ファイル), 1927年4月18日 - 2013年10月28日）は、ポーランド・プウォツク出身の政治家。
独立自主管理労働組合「連帯」によるポーランド民主化運動の指導者の一人であり、東欧では戦後初となる非共産主義政権の初代首相となった。2010年より大統領顧問を務める。
2013年10月28日、ワルシャワの病院で死去。86歳没。